# Lake Andes (Dakota del Sur)
Lake Andes es una ciudad ubicada en el condado de Charles Mix en el estado estadounidense de Dakota del Sur. En el Censo de 2010 tenía una población de 879 habitantes y una densidad poblacional de 412,37 personas por km².

## Geografía
Lake Andes se encuentra ubicada en las coordenadas 43°9′20″N 98°32′12″O / 43.15556, -98.53667. Según la Oficina del Censo de los Estados Unidos, Lake Andes tiene una superficie total de 2.13 km², de la cual 2.07 km² corresponden a tierra firme y (2.67%) 0.06 km² es agua.

## Demografía
Según el censo de 2010, había 879 personas residiendo en Lake Andes. La densidad de población era de 412,37 hab./km². De los 879 habitantes, Lake Andes estaba compuesto por el 40.84% blancos, el 0.11% eran afroamericanos, el 52.67% eran amerindios, el 0.11% eran asiáticos, el 0% eran isleños del Pacífico, el 0.11% eran de otras razas y el 6.14% pertenecían a dos o más razas. Del total de la población el 2.84% eran hispanos o latinos de cualquier raza.